# Bâtiment du fonds de pension à Belgrade
Le bâtiment du fonds de pension (en serbe cyrillique : Палата Пензионог фонда ; en serbe latin : Palata Penzionog fonda) est situé à Belgrade, la capitale de la Serbie, dans la municipalité urbaine de Stari grad. Construit entre 1938 et 1940, il est inscrit sur la liste des biens culturels de la Ville de Belgrade.

## Présentation
Le bâtiment du fonds de pension, situé 3 place Nikola Pašić et 29 Terazije, a été conçu par l'architecte russe Grigory Ivanovich Samoilov et construit entre 1938 et 1940. Ce bâtiment d'angle est à la fois résidentiel et commercial. Son agencement est contraint par sa position d'angle et, à l'intérieur, les pièces sont disposées autour d'un espace central rectangulaire se terminant en demi-cercle.
Le bâtiment se caractérise par un mélange de deux styles : l'académisme et le modernisme. Les matériaux utilisés, la façade tripartite avec une avancée centrale et deux avancées latérales, aussi bien que les divisions horizontales à l'aide de corniches, reflètent une approche académique de l'ensemble. En revanche, au rez-de-chaussée, de nouveaux matériaux sont utilisés comme le verre et le métal pour les entrées, le vestibule et les vitrines ; certains motifs académiques sont utilisés d'une nouvelle façon afin d'accentuer l'aspect moderne de l'édifice.
Le bâtiment du fonds de pension possède une grande valeur architecturale et historique ; il tient une place à part dans l'importante création de Samoilov, parmi de nombreux projets pour des maisons résidentielles ou des bâtiments religieux ou industriels. Il constitue également l'un des points de repère de la place de Terazije.